# Zwitserse referenda 1879

De referenda in Zwitserland in 1879 vonden plaats op 19 januari en 18 mei 1879.

## Januari

### Referendum
Het eerste referendum van het jaar vond plaats op 19 januari 1879 en had als voorwerp de federale wet goed die subsidies geeft aan spoorwegen in de Alpen. De Zwitserse bevolking keurde deze wet goed met 1278.731 stemmen voor (70,7%) en 115.571 stemmen tegen (29,3%).

### Resultaat
| Keuze                  | Aantal stemmen | %    |
| ---------------------- | -------------- | ---- |
| Voor                   | 278.731        | 70,7 |
| Tegen                  | 115.571        | 29,3 |
| Ongeldig/blanco        | –              | –    |
| Totaal                 | 394.302        | 100  |
| Geregistreerde kiezers | 636.996        | –    |

## Mei

### Referendum
Het tweede referendum vond plaats op 20 mei 1879 en had als voorwerp de herziening van artikel 65 van de Zwitserse Grondwet teneinde de doodstraf in Zwitserland herin te voeren. Deze grondwetswijziging werd goedgekeurd door zowel de bevolking als de kantons, met 200.485 stemmen (52,5%) en 15 kantons voor tegen 181.588 stemmen (47,5%) en 7 kantons tegen.

### Resultaat
| Keuze                  | Aantal stemmen | %    | Kantons | Kantons | Kantons |
| Keuze                  | Aantal stemmen | %    | Volle   | Halve   | Totaal  |
| ---------------------- | -------------- | ---- | ------- | ------- | ------- |
| Voor                   | 200.485        | 52,5 | 13      | 4       | 15      |
| Tegen                  | 181.588        | 47,5 | 6       | 2       | 7       |
| Ongeldig/blanco        | –              | –    | –       | –       | –       |
| Totaal                 | 351.606        | 100  | 19      | 6       | 22      |
| Geregistreerde kiezers | 633.138        | –    | –       | –       | –       |